# Jan Erlich
Jan Erlich (9. ledna 1947 Gdyně – 3. června 1998, Degerfors) byl polský fotbalista, záložník.

## Fotbalová kariéra
Hrál za Arku Gdynia, Legii Warszawa, Zawiszu Bydgoszcz, Śląsk Wrocław a Lechii Gdańsk. Kariéru končil ve švédské druhé lize v týmu Degerfors IF. V roce 1977 vyhrál se Śląskem Wrocław polskou ligu a v roce 1976 pohár. V Poháru mistrů evropských zemí nastoupil ve 2 utkáních, v Poháru vítězů pohárů nastoupil ve 4 utkáních a dal 1 gól a v Poháru UEFA nastoupil v 7 utkáních. Za polskou reprezentaci nastoupil v roce 1977 ve 2 utkáních. 

## Ligová bilance
| Ročník                   | Zápasy | Góly | Klub              |
| ------------------------ | ------ | ---- | ----------------- |
| 2. polská liga 1965/1966 | -      | -    | Arka Gdynia       |
| 2. polská liga 1966/1967 | -      | -    | Arka Gdynia       |
| I Liga 1967/1968         | -      | -    | Legia Warszawa    |
| 2. polská liga 1968/1969 | 18     | 2    | Zawisza Bydgoszcz |
| 2. polská liga 1969/1970 | -      | -    | Arka Gdynia       |
| 2. polská liga 1970/1971 | -      | -    | Arka Gdynia       |
| 2. polská liga 1971/1972 | -      | -    | Arka Gdynia       |
| 2. polská liga 1972/1973 | -      | -    | Arka Gdynia       |
| I Liga 1973/1974         | 1      | 0    | Śląsk Wrocław     |
| I Liga 1974/1975         | 30     | 1    | Śląsk Wrocław     |
| I Liga 1975/1976         | 28     | 2    | Śląsk Wrocław     |
| I Liga 1976/1977         | 25     | 4    | Śląsk Wrocław     |
| I Liga 1977/1978         | 21     | 6    | Śląsk Wrocław     |
| 2. polská liga 1978/1979 | 26     | 8    | Lechia Gdańsk     |
| 2. polská liga 1979/1980 | 27     | 1    | Lechia Gdańsk     |
| 2. polská liga 1980/1981 | 24     | 4    | Lechia Gdańsk     |
| 2. švédská liga 1981     | 9      | 1    | Degerfors IF      |
| 2. švédská liga 1982     | 11     | 3    | Degerfors IF      |
| CELKEM 1. polská liga    | 105    | 13   |                   |